# Пухови
Пухови (лат. Gliridae) је породица која обухвата 9 родова и 34 врсте савремених пухова, ситних глодара Старог света.
Пух је глодар из породице Gliridae (ова породица се такође различито назива Myoxidae или Muscardinidae од стране различитих таксонома). Пухови су ноћне животиње које се налазе у Африци, Азији и Европи. Име су добили по дугом, неактивном периоду хибернације од шест месеци или дуже.
Пошто је само једна врста пуха – лешнички пух – пореклом из Уједињеног Краљевства, у свакодневној енглеској употреби „пух“ се може односити било на ту једну врсту или на породицу у целини.
Енглеско име врсте потиче од француског dormeuse, а ово друго вероватно од Languedocien radourmeire.

## Етимологија
У енглеском језику се назив ове фамилије, dormouse, сматра да је „дугорепи глодар из Старог света познат по стању полу-хибернације зими, почетком 15. века, вероватно од англо-француског dormouse 'који има тенденцију да мирује' (што потиче од dormir 'спавати', погледајте dormant), са другим елементом који се погрешно поистовећује са мишем; или је можда из средњеенглеске дијалекатске сложенице mouse и средњофранцуског dormir. Француски dormeuse, жен. од dormeur 'спавачица' је посведочен тек од 17 века.

## Карактеристике
Пухови су мали глодари, дужине тела између 6 и 19 cm (2,4 и 7,5 in), и тежине између 15 и 180 g (0,53 и 6,35 oz). Генерално су по изгледу слични мишу, али са крзненим, а не љускавим реповима. Они су углавном арбореални, окретни и добро прилагођени пењању. Већина врста је ноћна. Пухови имају одлично чуло слуха и сигнализирају једни другима различитим вокализацијама.

Пухови су свеједи и обично се хране бобицама, цвећем, воћем, инсектима и орасима. Јединствени су међу глодарима по томе што им недостаје цекум, део црева који се користи код других врста за ферментацију биљних материја. Њихова зубна формула је слична оној код веверица, иако им често недостају преткутњаци: 
| Дентиција |
| --------- |
| 1.0.0–1.3 |
| 1.0.0–1.3 |

Пухови се размножавају једном или повремено два пута годишње, производећи легла са у просеку четири млада након периода гестације од 22-24 дана. Они могу да живе чак пет година. Млади се рађају без длаке и беспомоћни су, а очи им се отварају тек око 18 дана након рођења. Они обично постају сексуално зрели након завршетка прве хибернације. Пухови живе у малим породичним групама, са домским распонима који се увелико разликују међу врстама и зависе од доступности хране.

### Хибернација
Једна од најзначајнијих карактеристика пухова који живе у умереним зонама је хибернација. Они могу да хибернирају шест месеци у години, или чак и дуже ако време не постане довољно топло, понекад се буде на кратко да би јели храну коју су претходно обезбедили у близини. Током лета, они акумулирају масноћу у својим телима да би се хранили током периода хибернације.

## Однос са људима
Јестиви пух (Glis glis) је у старом Риму сматран деликатесом, било као слано предјело или као десерт (умочен у мед и мак). Римљани су користили посебну врсту ограђеног простора, глираријума, да узгајају и тове пухове за трпезу. И даље се сматра деликатесом у Словенији и на неколико места у Хрватској, и то у Лици, и на острвима Хвар и Брач. Елизабетанци су веровали да пухова маст изазива сан, јер се животиња накупљала масти пре хибернације.
Последњих година пухови су почели да улазе у трговину кућним љубимцима, иако су неуобичајени као кућни љубимци и сматрају се егзотичним кућним љубимцима. Шумски пух (Graphiurus murinus) је најчешће виђена врста у трговини кућним љубимцима. Азијски вртни пухови (Eliomys melanurus) се такође повремено држе као кућни љубимци.

## Еволуција
Gliridae су једна од најстаријих постојећих породица глодара, са фосилним записима који датирају из раног еоцена. Како се тренутно разуме, они су у Европи потекли од раних палеогенских исчиромида као што су Microparamys (Sparnacomys) чандони. Рани и средњи еоценски род Eogliravus представља најранији и најпримитивнији глиридни таксон; најстарија врста, Eogliravus wildi, позната је по изолованим зубима из раног еоцена Француске и комплетном примерку раног средњег еоцена јаме Месел у Немачкој. Они се појављују у Африци у горњем миоцену и тек релативно недавно у Азији. Идентификоване су многе врсте изумрлих врста пухова. Током плеистоцена, џиновски пухови величине великих пацова, Leithia melitensis, живели су на острвима Малта и Сицилија.

## Систематика
Породица пухови (лат. Gliridae) укључује:
потпородица 
- род  (афрички пухови)
  - , (анголски пух)[16]
  -  (Христијев пух)[17]
  -  (краткорепи пух)[18]
  -  (Џонстонов пух)[19]
  -  (Келенов пух)[20][21]
  -  (иточноафрички пух)
  -  (малоухи пух)
  -  (Монардов пух)
  -  (афрички шумски пух)
  -  (Нагтгласов афрички пух)
  -  (пух са наочарама)
  -  (камењарски пух)
  -  (камењарски пух)
  -  (тихи пух)
  - Graphiurus walterverheyeni[22]

потпородица 
- род 
  -  (кинески пух)[23]
- род 
  -  (вунасти пух)
  -  (Нијетхамеров шумски пух)
  -  (шумски пух)
- род  (баштенски пух)
  -  (азијски баштенски пух)
  -  (марокански баштенски пух)
  -  (баштенски пух)
- род † (изумрли балеарски пух)
- род 
  -  (пух орашар)
- род  (мишорепи пухови)
  -  (маскирани мишорепи пух)
  -  (Роахов мишорепи пух)
  -  (Сецеров мишорепи пух)
- род 
  -  (селевинија, пустињски пух)

потпородица 
- род 
  -  (јапански пух)[24][25]
- род  (пух)
  -  (пух)